# Rdestnica podługowata
Rdestnica podługowata (Potamogeton polygonifolius Pourr.) – gatunek roślin wodnych należących do rodziny rdestnicowatych (Potamogetonaceae Dumort.).

## Rozmieszczenie geograficzne
Występuje w Europie (z wyjątkiem części wschodniej), na Azorach, Maderze, w północnej Afryce i na wschodnim wybrzeżu Nowej Fundlandii. W Polsce znana tylko z jednego współczesnego stanowiska położonego w rezerwacie przyrody Białogóra.

## Morfologia
ŁodygaDo 70 cm długości.
LiścieLiście pływające ogonkowe, eliptyczne, skórzaste. Liście zanurzone ogonkowe, podługowate, półprzezroczyste.
OwocCzerwonawo-brązowy, do 2,5 mm długości.

## Biologia i ekologia
Bylina, hydrofit. Występuje w płytkich rzekach lub na torfowiskach. Kwitnie w czerwcu i lipcu. Gatunek charakterystyczny klasy Littorelletea. Liczba chromosomów 2n = 26.

## Zagrożenia i ochrona
Kategorie zagrożenia gatunku:
- Kategoria zagrożenia w Polsce według Czerwonej listy roślin i grzybów Polski (2006)[8]: E (wymierający); 2016: EN (zagrożony)[9].
- Kategoria zagrożenia w Polsce według Polskiej Czerwonej Księgi Roślin (2001): CR (krytycznie zagrożony); 2014: EN (zagrożony)[10].